# Kevey Balázs
Kevey Balázs (Pécs, 1945. október 24. –) magyar botanikus, a Pécsi Tudományegyetem egyetemi tanára és a Magyar Tudományos Akadémia doktora.
Botanikai szakmunkában nevének rövidítése: „Kevey”.

## Életpályája
Középiskolai tanulmányait a pécsi Széchenyi István Gimnáziumban végezte rádiós tagozaton, ahol 1964-ben érettségizett. 
Katonai szolgálat után 1965-ben a Pécsi Tanárképző Főiskola biológia-mezőgazdaságtan szakára nyert felvételt.
Egykori tanára, Horváth Adolf Olivér hatására fordult a botanika felé érdeklődése. Az „Allium ursinum morfológiája” címen benyújtott pályamunkája kiváló minősítést ért el, ezért a Növénytani Tanszék szakdolgozatnak is elfogadta. 1969-ben általános iskolai tanári oklevelet szerzett. Másfél évig a Főiskola Növénytani Tanszékén oktatott.
1974-ben a debreceni Kossuth Lajos Egyetemen középiskolai tanári diplomát szerzett. 1978-ban védte meg „Az Allium ursinum növényföldrajzi jellemzése” c. egyetemi doktori értekezését. 1984-ig nem sikerült érdeklődési körének megfelelő munkát találnia, ezért ebben az időszakban előadóművészként dolgozott, mindemellett önköltségén növényföldrajzi és növénycönológiai terepkutatást végzett. 1984-től az Országos Környezet- és Természetvédelmi Hivatal Dél-Dunántúli Felügyelőségén botanikai felügyelő volt, az 1988-as átszervezés után a Dél-Dunántúli Környezetvédelmi és Vízügyi Igazgatóság botanikus főmunkatársa lett.
1989-ben Borhidi Attila meghívására a Janus Pannonius Tudományegyetem Növénytani Tanszékére került, ahol egyetemi adjunktusként tevékenykedett. 1995-ben védte meg „A Szigetköz ligeterdeinek összehasonlító-cönológiai vizsgálata” címen benyújtott kandidátusi értekezését, majd 1996-ban a JPTE rektora „egyetemi docenssé” nevezte ki.
1997-ben négy évre (1998–2001) szóló Széchenyi Professzori Ösztöndíjat nyert el. 1998-tól három éven át az MTA közgyűlésének képviselőjévé választották. 1998 őszén az „Aktuális flóra- és vegetációkutatások Magyarországon II.” konferencián – a legjelentősebb magyarországi florisztikai felfedezés kategóriában – Boros Ádám díjat kapott. 2000 elején Dr. Zólyomi Bálintné Barna Piroska Alapítvány Emlékdíjában részesült. 2000 tavaszán a Környezetvédelmi Minisztérium a legmagasabb kitüntetésben, Pro Natura díj-ban részesítette. 
2000 decemberében védte meg „A Szigetköz erdei” címen benyújtott habilitációs értekezését, majd a PTE rektora habilitált doktorrá nyilvánította. 
2007 decemberében védte meg a „Magyarország erdőtársulásai” címen benyújtott akadémiai doktori értekezését, ezt követően 2008 márciusában az MTA Doktori Tanácsa az „MTA doktora” címet adományozta részére. 
2009 márciusában Sólyom László köztársasági elnök egyetemi tanárrá nevezte ki. 
2012-ben a Magyar Biológiai Társaság Jávorka Sándor díjban részesítette a tudományos ismeretterjesztés, az oktatás és a botanikai szakmai munkája terén végzett kiváló tevékenységéért. 
2013-ban a „Borhidi Attila - Kevey Balázs - Lendvai Gábor: Plant communities of Hungary”  c. könyvért Akadémiai Nívódíjat kapott.

## Fontosabb kutatási témái
- Az Allium ursinum növényföldrajzi szerepe (1973-tól).
- Közép-európai Flóra Térképezése (1977-től).
- Dél-Dunántúl védett növényeinek elterjedése (1984-től).
- A Szigetköz flórája (1980-tól).
- Dél-Dunántúl mezofil lomberdei (1978-tól).
- A Mecsek erdőtársulásai (1974-től)
- A Villányi-hegység erdőtársulásai (1974-től)
- Az Alföld tölgy-kőris-szil ligetei (1978-tól).
- Az Alföld gyertyános-tölgyesei (1978-tól).
- A Mezőföld erdei (1974-től).
- A Zákányi-dombok erdei (1983-tól).
- A Szigetköz erdei (1980-tól).
- Dél-Dunántúl szurdokerdei (1985-től).
- Baláta-tó TT természetvédelmi-botanikai felmérése (1989-től).
- Boronka-melléki TK természetvédelmi-botanikai felmérése (1990-től).
- A Duna-Dráva NP természetvédelmi-botanikai felmérése (1991-től).

## Díjak, elismerések
- Széchenyi Professzori Ösztöndíj (1998-2001)
- Boros Ádám díj, (1998)
- dr. Zólyomi Bálintné Barna Piroska Alapítvány Emlékdíj (2000)
- Pro Natura díj (2000)
- Jávorka Sándor díj (2012)[2]
- Akadémiai Nívódíj (2013)